# Esopkamm
Der Esopkamm (russisch Эзоп, Хребет Эзо́п) ist ein Gebirgszug im Fernen Osten Russlands.
Der Esopkamm erstreckt sich in Ost-West-Richtung über eine Länge von 150 km entlang der Grenze zwischen der Oblast Amur und der Region Chabarowsk.
Die höchste Erhebung bildet ein 2274 m hoher namenloser Gipfel (⊙).
Im Osten des Esopkamms zweigt der Jam-Alin nach Norden sowie der Dusse-Alin nach Süden ab. Diese beiden Nachbargebirgszüge verlaufen in überwiegend Nord-Süd-Richtung. Am Nordhang des Esopkamms entspringt die Selemdscha und ihr Nebenfluss Charga, am Südhang die Prawaja Bureja und der Niman.
Im Gebirge kommen Granit und Vulkangestein vor.
In den unteren Lagen (unterhalb 1200 m) wachsen Lärchenwälder, während in höheren Lagen Bergtundra und Zwerg-Kiefern-Vegetation vorherrschen.